# Sinah Donhauser
Sinah-Katharina Jakobsmeyer, geborene Bechtel, geschiedene Donhauser (* 28. August 1989 in Holzminden) ist eine deutsche Radiomoderatorin. Sie ist Preisträgerin des Deutschen Radiopreises 2020 und Gewinnerin des LfM-Hörfunk-Preis 2019.
Sie moderierte seit 2018 bis Januar 2024 im wöchentlichen Wechsel mit ihrer Kollegin Dania Tölle die Morning Show bei Radio Hochstift. Zudem ist sie als Sprecherin für Dokumentationen und Werbung tätig.
Ab März 2024 wechselt Jakobsmeyer zum Hessischen Rundfunk und moderiert dort die Morgensendung bei hr4. Im Februar 2025 verkündete sie ihren Abschied vom Radiosender aus Hessen. 
Sie lebt mit dem Filmemacher Julian Jakobsmeyer zusammen in Paderborn.